# アストラハン
アストラハン（アストラハニとも；ロシア語:Астрахань アーストラハニ；ラテン文字転写の例:Astrakhan）は、ロシア南部の都市である。アストラハン州の州都で地域の商業の中心地。人口は約47万人（2021年）。カスピ海の北西90kmのヴォルガ川下流域デルタに位置する。カスピ海沿岸低地の中にあり、海面より低い土地に立地している。カスピ海で獲れる魚介類の食品加工が盛んで、チョウザメのキャビアは有名である。
市街はキーロフスキイ、ソヴィェーツキイ、レーニンスキイ、トルソフスキイの4つの地区に分けられている。1580年代につくられた城壁や、18世紀初めに建設されたウスペンスキイ大聖堂が残る。高等教育機関が5つ、劇場が4つ、ほかに博物館などがある。

## 歴史
古くからハジタルハン（XacitarxanまたはActarxan）などと呼ばれ、ヴォルガ川右岸に町があった。ハザールの時代にはこの一帯はハザールの主要な地域であり、アストラハンの南南西40kmにある村・サモスデルカはハザールの都・イティルと推定されている。ジョチ・ウルスの時代にはアストラハンの北120kmにあるセリトリャンノイェ村（Selitryannoye）近くで首都サライが置かれた。しかし、1395年にはティムールによって灰燼に帰した。そこで120kmほど南の今日のアストラハンの地に町を再建した。
15世紀後半からアストラハン・ハン国の首都であったが、1547年、クリミア・ハン国の軍勢に包囲された。1556年にはイヴァン4世（雷帝）によって征服され町は炎上した。1569年にはオスマン帝国の侵攻・包囲を受けるが、結局、オスマン帝国は撤退した。以降、ロシアの前哨都市として発展した。アルメニア人、ペルシア人、インド人、ヒヴァ人なども居住する国際的な交易都市となった。
1670年、ステンカ・ラージンの率いた軍勢に占領され、ロシア政府に対する抵抗の拠点となった。18世紀に入ると、ピョートル1世がこの地に造船所を建設、しかし、1704年には、ピョートル1世が導入した新税に反発して反政府の蜂起が発生し、当時の地方長官が処刑される事件が起こったが、軍によって鎮圧された。その後、アストラハンはロシアの中央アジア侵略の基地として機能していく（en:Alexander Bekovich-Cherkassky）。町は18世紀を通じて何度も大火に遭い、また1719年にはサファヴィー朝ペルシアの侵略も受け、1735年に和睦した。1830年、コレラの流行で多くの人命を失った。
1942年、ドイツ国防軍はブラウ作戦を展開、ドイツ空軍によって市内の石油基地や港湾施設が空襲された。

## 交通
市内の都市交通は路線バスが主体である。ヴォルガ川には大規模な河川港があり、貨物輸送が行われている。市街の南にアストラハン・ナリマノヴォ国際空港がある。

## 気候
ステップ気候に属し、冬は寒く夏は暑い。当地はヨーロッパで最も乾燥している地域の一つである。降水量は乏しいが、一年を通じて安定している。安定した降水量と低い年平均気温のため砂漠気候には属さない。冬は寒くなりがちだが、ロシア国内では温暖な方である。夏は暑く、40度を超えることもある。春と秋は、基本的に夏と冬の過渡的な季節である。
| アストラハンの気候                                                                                | アストラハンの気候 | アストラハンの気候 | アストラハンの気候 | アストラハンの気候 | アストラハンの気候 | アストラハンの気候 | アストラハンの気候 | アストラハンの気候 | アストラハンの気候 | アストラハンの気候 | アストラハンの気候 | アストラハンの気候 | アストラハンの気候 |
| 月                                                                                                | 1月                | 2月                | 3月                | 4月                | 5月                | 6月                | 7月                | 8月                | 9月                | 10月               | 11月               | 12月               | 年                 |
| ------------------------------------------------------------------------------------------------- | ------------------ | ------------------ | ------------------ | ------------------ | ------------------ | ------------------ | ------------------ | ------------------ | ------------------ | ------------------ | ------------------ | ------------------ | ------------------ |
| 平均最高気温 °C （°F）                                                                            | −1.0 (30.2)        | −0.1 (31.8)        | 6.7 (44.1)         | 17.7 (63.9)        | 24.1 (75.4)        | 29.1 (84.4)        | 31.6 (88.9)        | 30.0 (86)          | 24 (75)            | 15.4 (59.7)        | 7.1 (44.8)         | 1.3 (34.3)         | 15.5 (59.9)        |
| 日平均気温 °C （°F）                                                                              | −4.8 (23.4)        | −4.7 (23.5)        | 1.4 (34.5)         | 11.4 (52.5)        | 17.8 (64)          | 23.0 (73.4)        | 25.2 (77.4)        | 23.4 (74.1)        | 17.3 (63.1)        | 9.6 (49.3)         | 3.2 (37.8)         | −1.8 (28.8)        | 10.1 (50.2)        |
| 平均最低気温 °C （°F）                                                                            | −7.8 (18)          | −8.2 (17.2)        | −2.6 (27.3)        | 6.1 (43)           | 12.2 (54)          | 17.3 (63.1)        | 19.4 (66.9)        | 17.5 (63.5)        | 11.9 (53.4)        | 5.2 (41.4)         | 0.2 (32.4)         | −4.4 (24.1)        | 5.6 (42.1)         |
| 降水量 mm （inch）                                                                                | 15 (0.59)          | 11 (0.43)          | 16 (0.63)          | 21 (0.83)          | 24 (0.94)          | 25 (0.98)          | 24 (0.94)          | 19 (0.75)          | 19 (0.75)          | 17 (0.67)          | 16 (0.63)          | 15 (0.59)          | 222 (8.74)         |
| 平均降水日数 （≥40）                                                                              | 4                  | 3                  | 4                  | 3                  | 3                  | 3                  | 3                  | 3                  | 3                  | 3                  | 4                  | 4                  | 40                 |
| 平均月間日照時間                                                                                  | 86.8               | 110.2              | 164.3              | 225.0              | 294.5              | 315.0              | 331.7              | 310.0              | 252.0              | 179.8              | 84.0               | 58.9               | 2,412.2            |
| 出典：Pogoda.ru.net, Hong Kong Observatory for data of avg. precipitation days and sunshine hours |                    |                    |                    |                    |                    |                    |                    |                    |                    |                    |                    |                    |                    |

## 姉妹都市
- ペンブロークパインズ、アメリカ合衆国
- フォートローダーデール、アメリカ合衆国
- en:Grand-Popo、ベナン
- エレバン、アルメニア
- リュブリャナ、スロベニア
- ルセ、ブルガリア
- アティラウ、カザフスタン

## 著名な出身者
- イリヤ・ニコラエヴィチ・ウリヤノフ: レーニンの父
- リナト・ダサエフ: サッカー選手
- ダリヤ・ピシャルニコワ: 陸上競技選手
- ボリス・クストーディエフ: 画家
- ヴェレミール・フレーブニコフ: 詩人

哲学者ニコライ・チェルヌイシェフスキーが一時暮らしていたことがある。